# 法蘭克尼亞-春田站
法蘭克尼亞-春田站（英語：Franconia–Springfield Station）位在法蘭克尼亞-春田公園大道及邊界公路交會口，是美鐵、維吉尼亞鐵路快線及華盛頓地鐵藍線交會的鐵路車站，也是地鐵藍線的西南端終點站，亦被認為是個交通樞紐，還有地方及區域的巴士服務，使用者大部分為通勤族，其擁有5,069個車位的停車場是華盛頓地鐵各站中最大的一個。该站有一个岛式月台服务于两条地铁轨道，另外两个侧式月台服务于維吉尼亞鐵路快線之一的弗雷德里克斯堡线。
VRE站台于1995年启用，随后地铁服務始於1997年6月29日。

## 历史
2017年6月25日，黄线列车因取消Rush+而停止服务，这是地铁系统重大变化的一部分。

## 車站結構
| P 地鐵月台 | 北行                  | 往拉戈鎮中心（梵東街） · 只限落客 |
| P 地鐵月台 | 島式月台，左/右側開門 | |
| P 地鐵月台 | 南行                  | 往拉戈鎮中心（梵東街） · 只限落客 |
| P VRE月台  | 側式月台，右側開門    | 側式月台，右側開門 |
| P VRE月台  | 南行                  | 弗雷德里克斯堡線 往斯波特夕法尼亞（羅頓） · 東北區域號、銀色服務、帕米托號列車及卡羅萊納人號列車不停靠                                               |
| P VRE月台  | 北行                  | 弗雷德里克斯堡線 往斯波特夕法尼亞（羅頓） · 東北區域號、銀色服務、帕米托號列車及卡羅萊納人號列車不停靠 · 弗雷德里克斯堡線 往聯合車站（亞歷山德里亞） |
| P VRE月台  | 側式月台，右側開門    | |
| M          | 夾層                  | 閘機、售票機、車站詢問處、地鐵和VRE之間的上跨橋 |
| G          | 街道層                | 出入口、停車場 |

## 外部連結
- Amtrak - Stations - Springfield, VA
- VRE: Franconia/Springfield Station
- WMATA: Franconia-Springfield Station
- StationMasters Online: Franconia-Springfield Station （页面存档备份，存于）
- The Schumin Web Transit Center: Franconia-Springfield Station
- USA Rail Guide: Franconia-Springfield Station （页面存档备份，存于）